# Оберамт Винвайлер

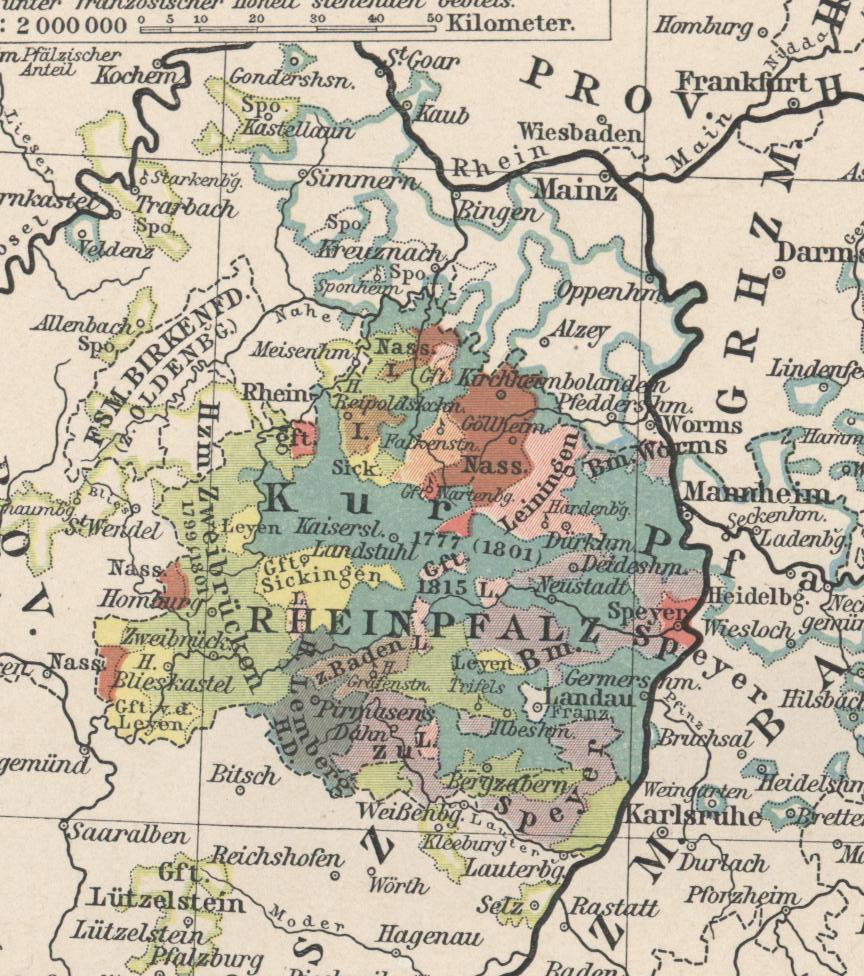
Территории Пфальца около 1790 года. Оберамт Виннвейлера светло-оранжевого цвета, примерно посередине, с нарисованным замком Фалькенштайн.

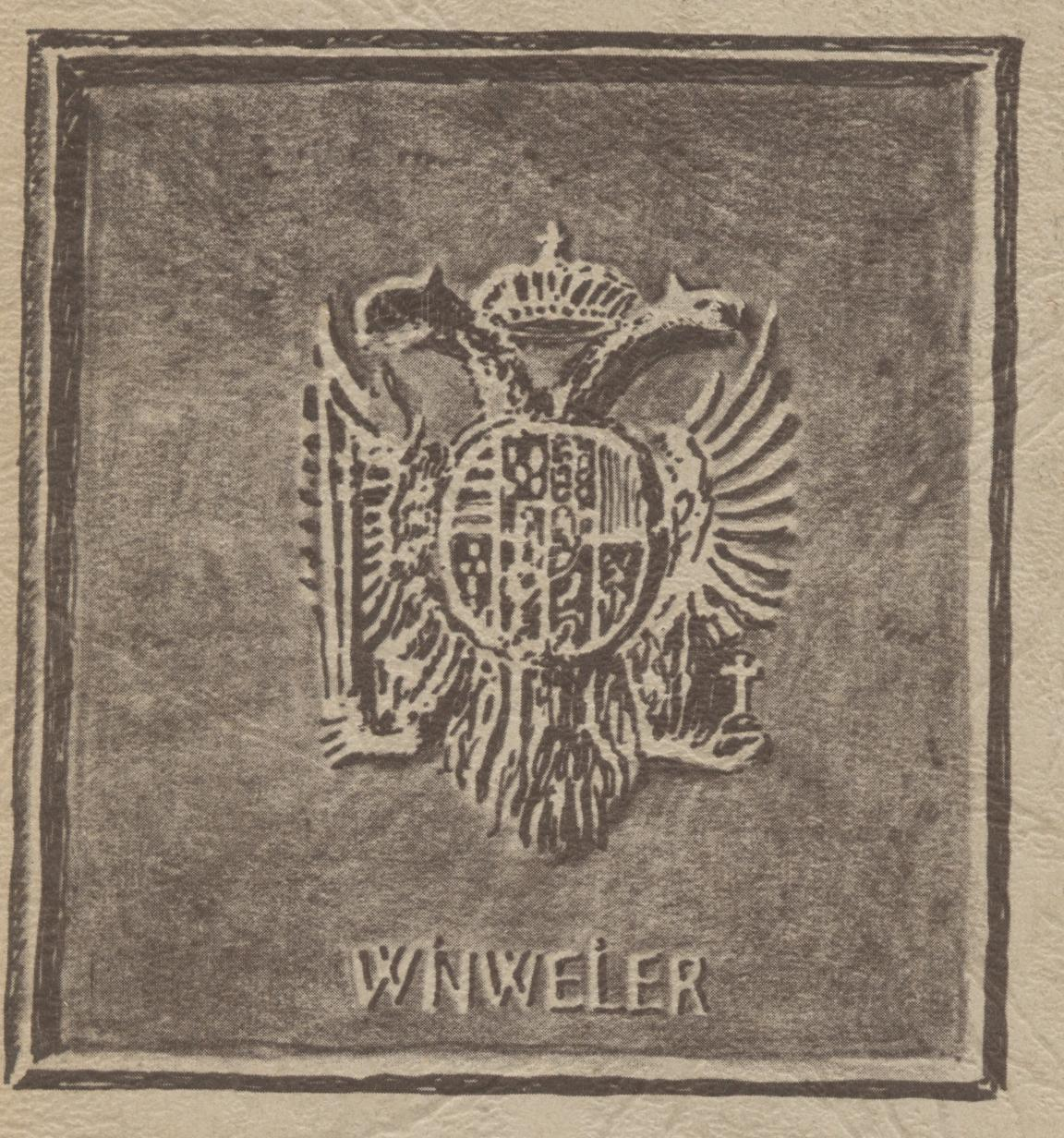
Рисунок печной плиты в стиле барокко с гербом австрийского Оберамта Виннвейлера.

Австрийский оберамт Винвайлер был одним из примерно десяти высших административных округов Габсбургской империи, входивших в состав Передней Австрии. До того, как он был официально присоединен к Австрии в 1782 году, его обычно называли Оберамт Фалькенштайн или графство Фалькенштайн. Он был расположен в районе Верхнего Рейна к северу от Кайзерслаутерна, и включал восемь сел к югу от Майнца в качестве анклавов.

## Территория
Территория оберамта Винавайлер составляла около 150 км² в трех несмежных частях. Административным центром был город Винвайлер с оберамтом и резиденцией оберамтмана. Он был окружен территориями Курпфальца и Нассау-Вайльбурга.
Оберамт был административным округом, унаследованным от герцогов Лотарингии, и в 1782 году также был формально присоединен к западной части империи, то есть к землям Габсбургов, которые лежали к западу или северу от фактической империи Габсбургов, но не принадлежали к Австрийским Нидерландам. Передняя Австрия не существовала как единое целое, а состояла из множества отдельных, более мелких областей.
Сам оберамт, в свою очередь, состоял из трех тесно связанных отдельных частей. Самая большая часть была прилегающей территорией графства Фалькенштайн с главным городом Винвайлер в нынешнем Пфальце и восемью эксклавными селами в Рейнгессене. К северу от территории графства Фалькенштайн находилась меньшая территория, «округ Штольценберг» вокруг Дилькирхена, которая управлялась совместно с Пфальц-Цвайбрюккеном. К югу от графства Фалькенштайн находился так называемый «Вирихшубе» недалеко от Триппштадта, небольшая территория, состоящая из 3 городов, которая также принадлежала графству Фалькенштайн как эксклав, но на которую претендовал Курпфальц.
В «Географическом справочнике австрийского государства» Игнаца де Луки, Вена, 1790 г., этот район описывается следующим образом:

Oberrheinischer Kreis. Falkenstein, eine Reichsgrafschaft im oberrheinischen Kreise am Fuße des Tannenbergs gelegen... Der Flächeninhalt derselben wird auf 2½ Quadratmeilen bestimmt. Eisen, und Wein sind die vorzüglichsten Naturproducte in dieser Grafschaft. Die Waldungen tragen Tannen, Eichen, Buchen, Lerchen etc. Die Volksmenge wird in dieser Grafschaft auf 42.000 Seelen bestimmt. Hier sind zu bemerken: der Markt Falkenstein, die Stadt Winnweiler, wo das Oberamt seinen Sitz hat. Bey demselben stehen 1 Oberamtmann, 2 Oberamtsräthe, ein Secretär. Ferner gehören hierher der Kreiscontingentshauptmann, das Landschaftsphysicat und das Forstamt mit einem Unterforstmeister, 6 Jägern, und 2 Wolfskreisern. Das Oberamt ist der Landesregierung in Freyburg untergeordnet.
В 1786 году путешественник Филипп Вильгельм Геркен так описывает свои впечатления от оберамта:

Die ganze Grafschaft ist sehr gebürgigt, rauh, steinigt und unfruchtbar, traurige Schöpfung. Haber und Kartoffeln sind das Hauptprodukt. Man rechnet 18 Ortschaften dazu, die aber nicht in einem Bezirk, sondern zum Theil zerstreut herum liegen. Der Fleck Winnweiler ist der Hauptort, worin auch der Kaiserliche Oberamtmann wohnet. Das alte Schloß und Stammhaus Falkenstein liegt etwa eine kleine halbe Stunde von dem Donnersberg in völligen Ruinen. Es muß ansehnlich und weitläuftig gewesen seyn, wie die Ruinen und sehr dicken Mauern zeigen. Der kleine Flecken Falkenstein, so aus wenigen Häusern besteht, liegt hart daran in einem sehr tiefen Thale, so tief, daß man kaum die Spitze des Kirchthurms sehen kann. Etwas von Eisenbergwerken soll hier seyn, und auch Kobold. Die Einkünfte der ganzen Grafschaft müssen wegen der mageren dürftigen Gegend nur geringe seyn. Holzung genug, aber auch sehr mitgenommen.

## Состав оберамта
Населенные пункты оберамта:  
Графство Фалькенштайн
- Винвайлер
- Альзенбрюк[нем.]
- Лангмаил[нем.]
- Имсбах
- Борштадт
- Якобсвейлер
- Фалькенштайн
- Швайсвайлер
- Гохштейн[нем.]
- Херинген
- Поцбах[нем.]
- Лонсфельд
- Сент-Олбан
- Хенгстенберг (прежнее название, сегодня район Сент-Олбан)
- Гербах
- Обергаугревайлер (части современного муниципалитета Гаугревайлер)
- Калькофен
- Ильбесхайм

Вирихшубе (эксклав графства Фалькенштайн, к югу от Кайзерслаутерна, спорный с Курпфальцем):
- Триппштадт (половина села)
- Мельшбах
- Штельценберг

Рейнско-гессенские эксклавные села (в графство Фалькенштейн)
- Хоэн-Зульцен
- Фрамерсхайм
- Эккельсхайм
- Бибельсхайм
- Иппесхайм (половина села)
- Дальхайм
- Хиллесхайм (половина села)
- Харксхайм

Округ Штольценберг
- Штальберг
- Дилькирхен
- Штайнгрубен
- Байерфельд
- Байерфельд-Штеквайлер
- Кёлльн

## История

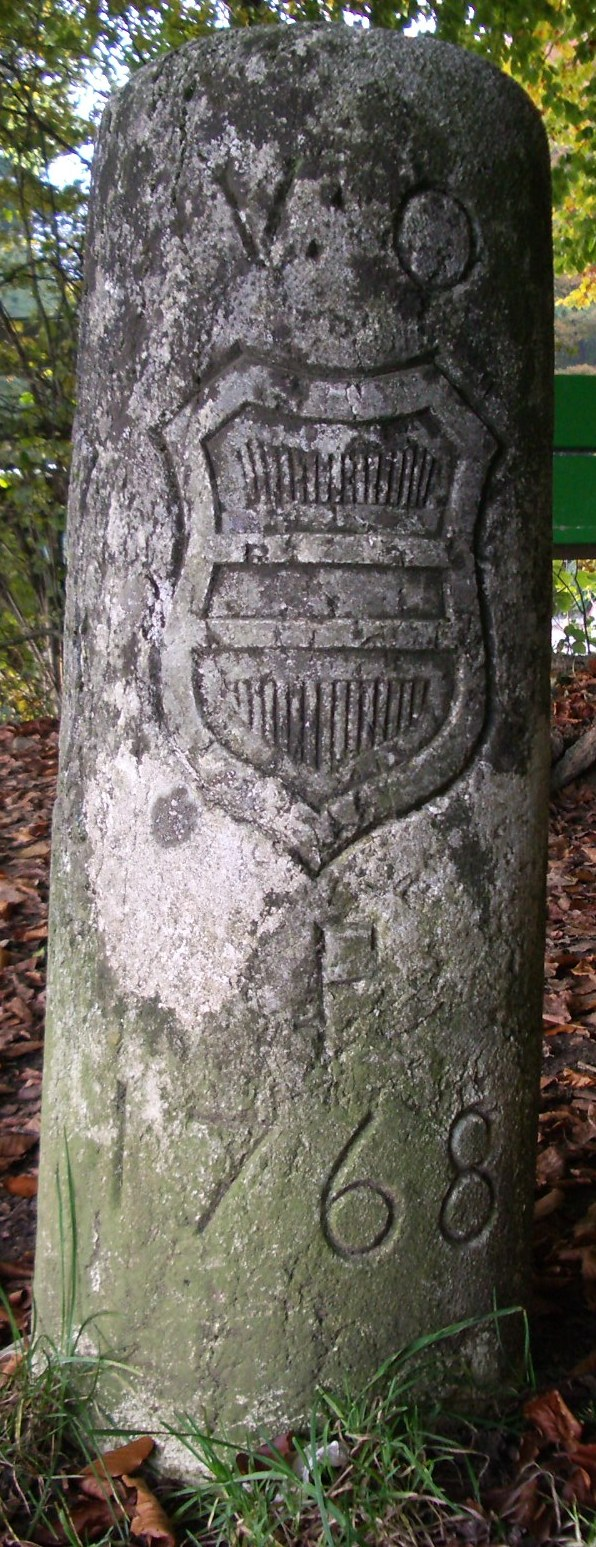
Граница Австрии. Такие национальные гербы также обозначали границы оберамта Винвелера.

В 1731 году герцог Франц Стефан Лотарингский получил от своего отца имперскую вотчину графство Фалькенштайн, которая также включала половину прав на «округ Штольценберг», несколько сел к югу от Майнца, а также небольшую территорию Вирихшубе недалеко от Триппштадта. В 1736 году герцог Лотарингии женился на потомственной австрийской принцессе Марии Терезии. В результате брака графство Фалькенштайн и прилегающие к нему районы перешли к Дому Габсбургов-Лотарингии и получили собственный административный центр оберамт в Винвайлере. Как владение Лотарингии, переданное семье мужем, не являющимся Габсбургом, графство первоначально управлялось только австрийскими чиновниками, формально не принадлежащими Австрии. 
Район был оккупирован французами с декабря 1792 г.  и был передан Франции по мирному договору Кампо-Формио (1797 г.) как часть немецких территорий на левом берегу Рейна, где он оставался до 1815 г. В это время он принадлежал французскому департаменту Монт-Тоннерре с резиденцией правительства в Майнце. В 1815-1816 гг. в Бад-Кройцнахе находилось совместное австро-баварское правительство, в 1816 территория отошла к новому Рейнскому округу Королевства Бавария; рейнско-гессенские села эксклава к Великому герцогству Гессен, с 1946 года все бывшие части территории принадлежат земле Рейнланд-Пфальц в районе Доннерсберг.
Австрия образцово заботилась о довольно отдаленной и незначительной части страны. В брошюре Рихарда Хеллригеля (Шпейер, 1952) «Фалькенштайн, Доннерсберг, Винвейлер» говорится, что расцвет Винвайлера пришелся на австрийский период, когда он был столицей провинции и резиденцией правительства. Австрия направила в этот «форпост» проверенных чиновников государственной администрации, в том числе членов семьи Камюзи, проработавших в двух поколениях на службе у Оберамта, а затем осевших в Дирмштайне в Верхнем Пфальце.

## Переселенцы

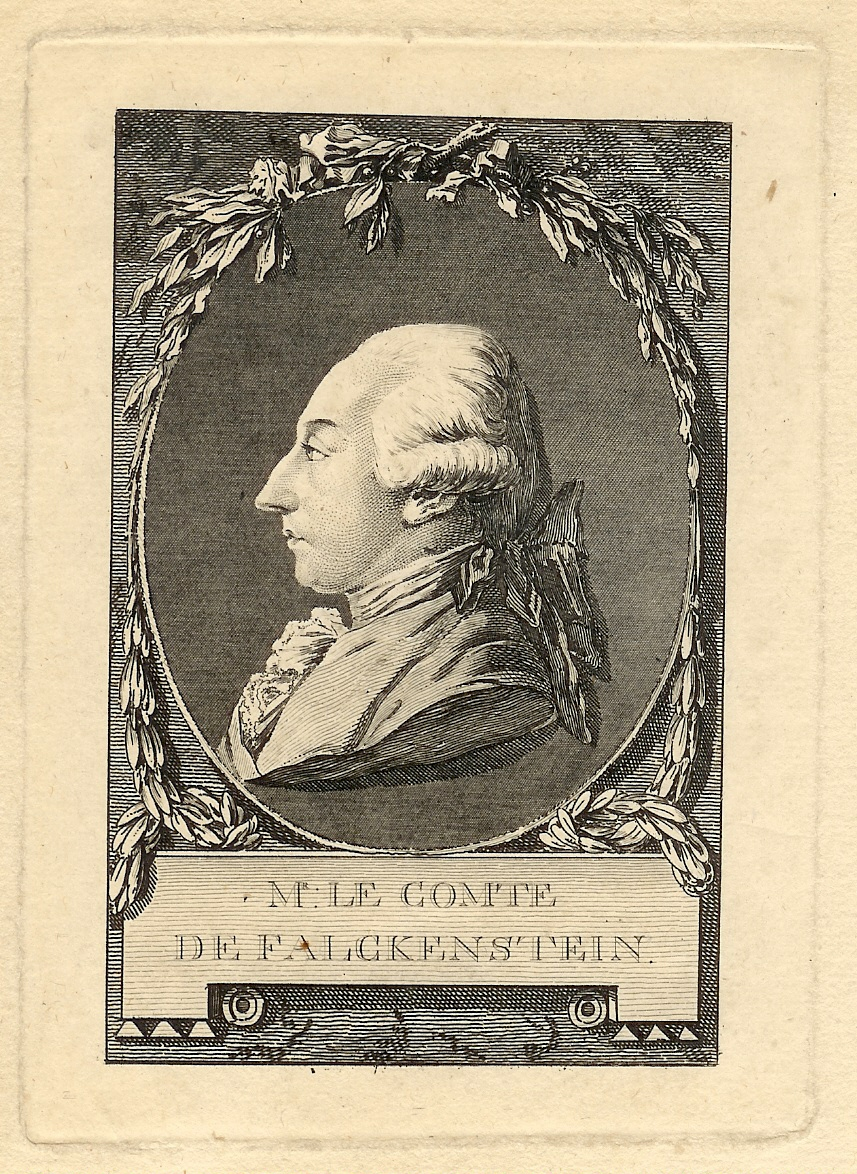
Император Иосиф II как граф Фалькенштайн

Герб Экельсхайма

Во время эмиграционного движения XVIII века оберамт играл особую роль. Довольно много дунайских швабов и галицийских немцев в старых габсбургских районах Венгрии, Румынии и Польши имеют пфальцских предков. Они часто переселялись из сел Оберамта и других областей Пфальца. В составе австрийского поселения Галиция около 1781 года в Винвайлере был создан специальный рекрутский центр  .

## Факты
Император Иосиф II в основном использовал титул «граф фон Фалькенштайн», когда путешествовал инкогнито.
В Кройцберге над Оберамтситцем находится Крестовая часовня с эрмитажем, подаренная в 1728 году бароном Лангеном, управляющим территорией. Позже Дом Габсбургов внес значительные суммы в расширение часовни. Говорят, что полотна были созданы учеником Рафаэля, и, что императрица Мария Терезия подарила церкви самодельную ризу, поэтому она широко известна как «Часовня Марии Терезии». Часовня служила усыпальницей чиновников Оберамта.  
Герб Экельсхайма несет геральдический символ Лотарингии в дополнение к колесу графства Фалькенштайн, как напоминание об исторической принадлежности к Габсбургско-Лотарингскому Оберамту Винвайлеру.
В ратуше Хоэн-Зульцена до сих пор сохранились исторические стулья с двуглавым орлом и дверная фурнитура австрийской эпохи. 